# Boudewijn van Houten
Boudewijn van Houten (Den Haag, 10 mei 1939) is een Nederlands schrijver. Hij staat bekend als een cultauteur.

## Levensloop
Van Houten is, naast zijn eigen schrijverschap, bekend door zijn kameraadschap met Theo Kars. Samen met enkele assistenten lichtten zij in 1964 de PTT op voor zo'n twee ton. Van de opbrengsten gaven ze het literair tijdschrift Tegenstroom uit. Van Houten werd voor de oplichting veroordeeld tot anderhalf jaar celstraf. Hij schreef hierover in Onze Hoogmoed (1970) en Een andere wereld (2010).
In een televisie-uitzending in 1987 viel presentator Adriaan van Dis de schrijver hard aan vanwege het SS-verleden van diens vader,  de nationaalsocialistische uitgever Reinier van Houten. In 2008 maakte Jef Rademakers de documentaire Een lichtzinnig leven over Van Houtens leven.
Van Houten woont in België.

## Werken

### Romans en verhalen
- Onze hoogmoed, roman, De Arbeiderspers, Amsterdam, 1970
- Zoveel lol, roman, De Arbeiderspers, 1971 / (onder de titel De ontgroening:) Peter van der Velden, Amsterdam, 1981
- In de schaduw der rijken, verhalen, Peter Loeb, Amsterdam,  1976
- Een hartstocht, roman, Loeb & Van der Velden, Amsterdam,  1979
- Au pair, roman, Nioba, Antwerpen, 1987
- De vlucht naar voren, roman, Manteau, Brussel, 1988
- Holland-België, verhalen, Manteau, Brussel, 1990
- De modder van Haspengouw, roman, Aspekt, Soesterberg, 2003  (onder het pseudoniem Sarah Bode)
- Een andere wereld, roman, Aspekt, Soesterberg, 2010
- Tegengif 1x daags, Flanor, Nijmegen, 2013, ISBN 978-90-73202-86-3
- Laatste liefde, Flanor, Nijmegen, 2015, ISBN 9789073202917
- Mijn heilstaat, Aspekt, Soesterberg, 2015
- Zo zijn onze manieren. Mengelwerk, van alles wat, De Blauwe Tijger, Groningen, 2016
- Fout, levensverhaal van de vader, Aspekt, Soesterberg, 2017
- De Zwarte van De Kreil, novelle, Elettra Oudemirdum, 2023 (bibliofiele uitgave, oplage 49 exemplaren)

### Essays
- Hoerenlopen, Manteau, Brussel, 1977
- Van onze correspondent op de aarde, essays, Manteau, Brussel, 1978
- Heel de intellectueel, Aspekt, Soesterberg, 2004
- Een lichtzinnig leven, Aspekt, Soesterberg, 2008
- De jacht op het geluk, Ontmoetingen met Roger Vailland, zijn vrouw, zijn vrienden en zijn decors. Herzien onderzoek uit 1965-1969, Elettra, Sneek 2016 (Bibliofiele uitgave, oplage: 49 exemplaren)

### Autobiografisch
- Erotisch dagboek: dagboekfragmenten 1970-1980, Peter van der Velden, Amsterdam, 1981
- Fout. Lebensbericht meines Vaters, Manteau, Antwerpen, 1987
- Vieze oude mannen (onder het pseudoniem Hans Derks), erotische briefwisseling, Aspekt, Soesterberg, 2002
- Mijn auto’s. Een autobiografie, Aspekt, Soesterberg, 2003
- Pijlen van verlangen (onder het pseudoniem Lou de Bock), Aspekt, Soesterberg, 2014

### Bloemlezing
- Ooggetuigen van de Tweede Wereldoorlog, De geschiedenis van de Tweede Wereldoorlog in egodocumenten, Loeb, Amsterdam, 1981
  - Heruitgave 1990 onder de titel De Getuigen. De geschiedenis van de Tweede Wereldoorlog in egodocumenten, Loeb, Amsterdam
  - Heruitgave 1995 als Ooggetuigen '40'45. De geschiedenis van de Tweede Wereldoorlog in egodocumenten, Verba, Hoevelaken

### Vertalingen
- Louis Pauwels, Open brief aan gelukkige mensen en die reden hebben gelukkig te zijn, Ankh-Hermes, 1972.
- Mark Twain, De hongersloep, Manteau Marginaal, Manteau, 1977.